# Vugrinčeva zbirka
Vugrinčeva zbirka (hrv. Kolekcija Vugrinec) je zbirka likovnih del hrvaških modernistov, ki jo je osnoval Davor Vugrinec.
Osnova zbirke je bila leta 1997 kupljena slika Miljenka Stančića, ki je povezana z Vugrincu domačim Varaždinom. Vzporedno z uspešno kariero je Davor Vugrinec nadalje širil zbirko kot naložbo in v lastni estetski užitek, zlasti po poroki z umetnostno zgodovinarko Petro. Zbirka izhaja iz načela "najboljše iz najboljšega obdobja najboljšega avtorja": obsega najbolj reprezentativna modernistična dela najvidnejših avtorjev, "mejnike v slogovnem sosledju", kot so skupine Hrvaški Salon, münchenska in praška četverica, Grupa Zemlja, a hkrati tudi tista dela manj znanih likovnikov, ki po motiviki in tehniki izkazujejo modernost in tako pomembno, celovito dopolnjujejo razumevanje hrvaške moderne, prav zaradi tega pa po letu 2000 postajajo zanimivi za mlajše zbiratelje z nekonvencionalnimi zanimanji. Tako je v zbirko uvrstil Auerjev osnutek Cvetličarke (1902), ker ga odlikuje večja dekorativnost kot končno delo, podobno je sprejel Ivekovićevi krajini, ki kažeta na drugačno razumevanje slikarja, sicer znanega po velikih kompozicijah z narodnozgodovinsko snovjo, ter simbolistično in historicistično nadahnjena poetična dela, tudi z antično snovjo, značilna za hrvaško moderno. Poleg tega so z vsaj po enim delom zastopani vidnejši predstavniki umetnostno-družbenega življenja: Vlaho Bukovac je 1897 ustanovil Društvo hrvaških umetnikov in v Umetniškem paviljonu že 1989 priredil razstavo Hrvaški Salon; Čikoševa Penelopa je bila razstavljena hkrati z njegovo Kirko, ki jo je idkupila madžarska narodna galerija v Budimpešti in za katero je Vladimir Lunaček 1920 dejal, da spada "med najboljše jugoslovanske umetnine" (prav slikanje Kirke pa upodablja Bukovčeva slika kolega Čikoša, ki je bila naslovna slika razstave v Narodni galeriji v Ljubljani), za Crnčićeva Deklica pod pergolo (1901) je nastala v času, ko je slikar skupaj z Belo Čikošem Sesijo odprl Višjo šolo za umetnost in obrt se je začela likovna vzgoja mladih umetnikov tudi v domovini - prav izmed njegovi učencev se odbirajo naslednje slike, npr. Krizman. impresionizem Moneta, Renoira in Sisleyja odmeva pri Crnčiću, Ivekoviću, Medoviću, dalje Račiću, Beciću, Hermanu in Kraljeviću, ki posnema tudi Maneta in Cezanna, nato pa preide že k ekspresionizmu (najpretresljivejši je tu Uzelac), zastopane so tudi smeri Il Novecento, Neue Sachlichkeit, barvni ekspresionizem ... Skupaj zbirka tako podaja presek družbenokulturnih in umetnostnih gibanj na Hrvaškem od fin-de-siècla dalje. Moderno razume fluidno in poseže daleč v 20. stoletje, s čimer omogoča uvid v razvoj likovne umetnosti na Hrvaškem. Zbirka izhaja iz več starejših in znamenitih hrvaških zbirk, npr. zbirke dr. Marka Polića (Penelopa Bele Čikoša Sesije iz 1895 in Vresje/Pomlad Mateja Celestina Medovića iz 1908), Dušana Plavšića, dr. Franja Kajfeša, dr. Lovra Pavletića, dr. Branka Gavelle, Marijana Koharića, arhitekta Stjepana Planića, Joška Sveštarova, Dejana Vučetića, dr. Borisa Bićana, Zdenka Gašparca, dr. Adalberta Georgijevića, Zvonimirja Pučara, Jozeja Dujmića, družine Slade - Šilović; Režkova, Becićeva in Motikova dela je odkupil od umetnikovih dedičev, Slamnati klobuček Marina Tartaglie iz 1925 je odkupil iz beograjske zbirke Prijezda Popovića, Rimljana Roberta Frangeša Mihanovića iz 1893 iz zbirke Franca Žagarja. 
Zbirka je organizirana v dve podzbirki: 1880–1945 in po letu 1946. Starejše umetnine so bile prvič predstavljene leta 2015 v Umetniškem paviljonu v Zagrebu, novembra 2016 pa je obogatena zbirka starejših umetnin gostovala v Narodni galeriji v Ljubljani. 

## Zbirka
Podzbirka 1880–1945 vključuje dela: slike Vrtnarica (Nikola Mašić), Glasba (Ivan Tišov), Slikar Bela Čikoš Sesija (Vlaho Bukovac), Pompejanke na terasi, Pompejanka I, Ob jugu, Marija z Jezusom in malim Janezom Krstnikom (Mato Celestin Medović), Benetke/Iz lagune, Chioggia, Leut, Splitsko pristanišče, Slikarjeva soba (Emanuel Vidović), Krajina I-II (Oton Iveković), Deklica pod pergolo, Razgled z Bellaviste/Skalne stene pri Novem (Menci Clement Crnčić), Cvetličarka (Robert Auer), V zatišju, Jesenska krajina z vrbo (Ferdo Kovačević), Zapuščena (Tomislav Krizman), Na materinem grobu, Paolo in Francesca (Mirko Rački), Tri gracije (Miroslav Kraljević), Avtoportret, Marija Magdalena (Milivoj Uzelac), Ženska na vrtu (Branko Šenoa), Vrtnarica (Oskar Herman), Avtoportret, V krčmi (Marijan Trepše), Julčka (Vilko Gecan), Akt s hrbta, Pomlad v goricah, Pred cerkvijo (Ljubo Babić), Krajina z mostom, Akt (Vladimir Becić), Perici, Tihožitje II, Kopalki na Bednji, portret Lidije Vizjak (Wisiak) (Ivo Režek), Novi Vinodolski (Vladimir Varlaj), Ženska z vrčem (Omer Mujadžić), Akt (Juraj Plančić), Atelje, Mostarska ulica, Tihožitje (Antun Motika), Rekvizicija/Klofuta (Krsto Hegedušić), Nagovarjanje (Oton Postružnik), Železniška postaja, Tihožitje/Jabolka (Jerolim Miše), Avtoportret (Leo Junek), Počitek/Na kopanju (Jozo Kljaković), V krčmi (Ignjat Job), Maškarada, Ulica/Točilnica (Frano Šimunović), Ilica (Zoran Mušič ?), Deček, Kaktus in jabolka II (Slavko Šohaj), Smokve in cipresa (Vjekoslav Parać), Pariz (Marijan Detoni), Gladijole (Ante Kaštelančić), Miting - Assisi (Vilim Svečnjak), Kožarska ulica (Zlatko Šulentić); plastika Dekle z vencem (Ivan Rendić), Rimljan, Konj angleške pasme (Robert Frangeš Mihanović), Pes na sledi (Branislav Dešković), Mati in dete (Ivo Kerdić), Študija za spomenik Josipa Juraja Strossmayerja v Zagrebu (Ivan Meštrović), Par (Predmestje) (Lujo Bezeredi (Bezeredy)), Počitek, Pleti me, pleti, mamica (Frano Kršinić), Ranjenec (Antun Augustinčić), Ženski torzo (Joza Turkalj), Objokovanje/Snemanje s križa (Toma Rosandić)  ...

## Poimenovanje
Hrvaški umetnostni zgodovinarji rabijo izraz kolekcija za "zbirko s premišljeno zbiralno politiko in pridobitveno veščino". Izraz so ohranili tudi v imenu razstave v Narodni galeriji 9. 11. 2016-12. 3. 2017.